# Korytowo (gromada w powiecie choszczeńskim)
Korytowo – dawna gromada, czyli najmniejsza jednostka podziału terytorialnego Polskiej Rzeczypospolitej Ludowej w latach 1954–1972.
Gromady, z gromadzkimi radami narodowymi (GRN) jako organami władzy najniższego stopnia na wsi, funkcjonowały od reformy reorganizującej administrację wiejską przeprowadzonej jesienią 1954 do momentu ich zniesienia z dniem 1 stycznia 1973, tym samym wypierając organizację gminną w latach 1954–1972.
Gromadę Korytowo z siedzibą GRN w Korytowie utworzono – jako jedną z 8759 gromad na obszarze Polski – w powiecie choszczeńskim w woj. szczecińskim na mocy uchwały nr V/42/54 WRN w Szczecinie z dnia 5 października 1954. W skład jednostki weszły obszary dotychczasowych gromad: Korytowo ze zniesionej gminy Kołki, Raduń ze zniesionej gminy Krzęcin i Wardyń ze zniesionej gminy Pomień, a także miejscowości Baczyń, Przywodzie, Skrzypiec i Smoleń z miasta Choszczna – w tymże powiecie. Dla gromady ustalono 16 członków gromadzkiej rady narodowej.
1 stycznia 1962 gromadę zniesiono, a jej obszar włączono do gromad Zieleniewo (miejscowości Korytowo, Golcza, Golczówka i Kaszewo) i nowo utworzonej Choszczno (miejscowości Wardynka, Wardyń, Raduń, Baczyn, Skrzypiec, Smoleń i Przywodzie) w tymże powiecie.